# Un gioco per Eveline
Pour plus de détails, voir Fiche technique et Distribution.
Un gioco per Eveline est un film dramatique fantastique italien réalisé par Marcello Avallone et sorti en 1971.

## Synopsis
Pierre et Natalie, un jeune couple marié, arrivent sur une île pour y passer des vacances, mais il y a de fortes divergences au sein du couple, car lui a un désir d'enfant alors qu'elle est d'un avis contraire. Dans une de leurs excursion en voiture, Natalie roule à vive allure dans les virages étroits des routes de l'île quand à un moment donné, elle dérape et sort de la route. Il y a plus de peur que de mal mais Pierre s'est tout de même foulé la cheville. Ils demandent de l'aide dans une villa voisine, où ils rencontrent l'ingénieur Philippe Giraud et sa femme Minou, particulièrement éprouvée par la mort de sa fille Eveline, décédée un an et demi auparavant dans un accident mortel mais non déclaré à l'état civil, au point qu'un instituteur et un inspecteur d'académie, ignorant ce fait, se présentent à la villa avec les documents pour l'inscription obligatoire de l'enfant à l'école.
Pendant leur séjour, Pierre et Natalie sont l'objet d'attentions particulières de la part de Minou et Philippe pour différentes raisons, auxquelles ils ne sont pas indifférents. Mais chaque nuit, des bruits inquiétants et l'apparition de la fillette disparue, ou de son fantôme, tenant son jouet préféré, une poupée, finissent par obséder Pierre, qui est le seul du groupe à la voir et à l'entendre. Le mystère s'épaissit lorsqu'ils découvrent une erreur à l'état civil : la fillette a été enregistrée sous le nom d'Evelyne au lieu d'Eveline, il ne reste donc plus qu'à la déclarer présumée morte. Mais les apparitions nocturnes se poursuivent et Pierre, de plus en plus exaspéré, s'en prend une nuit à l'apparition qui semble perdre connaissance. Il décide d'enterrer son cadavre pour ne pas éveiller les soupçons.
Mais à ce moment-là, Pierre se réveille : il avait en fait rêvé cette aventure, et Natalie l'incite à aller chercher de l'aide dans les environs. Quittant la voiture et faisant quelques pas, il se retrouve devant le portail de la villa identique à celle de son rêve ; il est accueilli par un chien berger allemand nommé Dali, qu'il connaît déjà très bien, et s'engage avec lui dans l'allée de la villa.

## Fiche technique
- Titre italien : Un gioco per Eveline[1]
- Réalisateur : Marcello Avallone
- Scénario : Marco Guglielmi, Stefano Calanchi, Marcello Avallone
- Photographie : Enrico Cortese
- Montage : Paolo Lucignani
- Musique : Marcello Giombini
- Décors : Amedeo Fago (it)
- Production : Ernesto Di Fresco
- Société de production : Diva Cinematografica
- Pays de production :  Italie
- Langue originale : italien
- Format : Couleurs - Son mono - 35 mm
- Durée : 85 minutes
- Genre : Drame fantastique
- Dates de sortie :
  - Italie : 16 juillet 1971[2]

## Distribution
- Marco Guglielmi : Philippe Giraud
- Erna Schürer : Natalie
- Wolfgang Hillinger : Pierre Château
- Adriana Bogdan : Minou
- Rita Calderoni : l'institutrice
- Stefano Oppedisano : le mécanicien
- Giorgio Libassi : l'homme barbu dans la caravane
- Simonetta Negri : Eveline Giraud, la petite fille
- Luisa Delli :
- Franco Jemma :

## Production
Le réalisateur Marcello Avallone a décrit son désir initial de faire un film « lié au fantastique, j'ai écrit un film noir, un genre que nous explorons rarement en Italie ». L'historien et critique de cinéma italien Roberto Curti a déclaré que le film n'était pas un film noir, mais une histoire de fantômes. Selon Erna Schürer, le film a été financé par « un mafioso... il avait l'habitude de nous payer en glissant de l'argent dans un journal, je me souviens qu'il venait les week-ends, portant ces petits paquets... ».
Le film a été tourné à Mondello, en Sicile, en 1969.

## Exploitation
Il faut attendre deux ans pour qu'Un gioco per Eveline n'obtienne son visa de censure. Le film est distribué en salles en Italie par Panta Cinematografica le 16 juillet 1971, enregistre 119 562 entrées et rapporte 43 833 000 lires italiennes lors de sa sortie nationale. Avallone est tellement déçu par les résultats du film qu'il abandonne le cinéma et retourne aux documentaires télévisés jusqu'au film Cugine mie (it), en 1976.